# Лаила
Лаила — крупный выступ на юго-западной оконечности долины Рупал в провинции Гилгит-Балтистан (Пакистан). Относится к горному массиву Нангапарбат в Западных Гималаях. Пик возвышается на 5971 метр над уровнем моря и примерно на 2290 метров над дном долины. Ранее носил название Т5. Пик Лаила располагается на боковом хребте южной стороны Рупалльского ледника. К востоку от пика Лаила располагается гора Рупал высотой 5642 метра.